# فرودگاه جزیره کریسمس
```
۱۰°۲۷′۰۲″
 جنوبی
 
۱۰۵°۴۱′۲۵″
 شرقی
 / 
۱۰٫۴۵۰۵۶°
جنوبی 
۱۰۵٫۶۹۰۲۸°
شرقی
 / 
-10.45056; 105.69028
```

فرودگاه جزیره کریسمس (به انگلیسی: Christmas Island Airport)،یک فرودگاه همگانی با کد یاتا XCH است که یک باند فرود آسفالت دارد و طول باند آن ۲۱۰۳ متر است. این فرودگاه در کشور جزیره کریسمس قرار دارد و در ارتفاع ۲۷۹ متری از سطح دریا واقع شده‌است.

## شرکت‌های هواپیمایی و مقصدهای پروازی

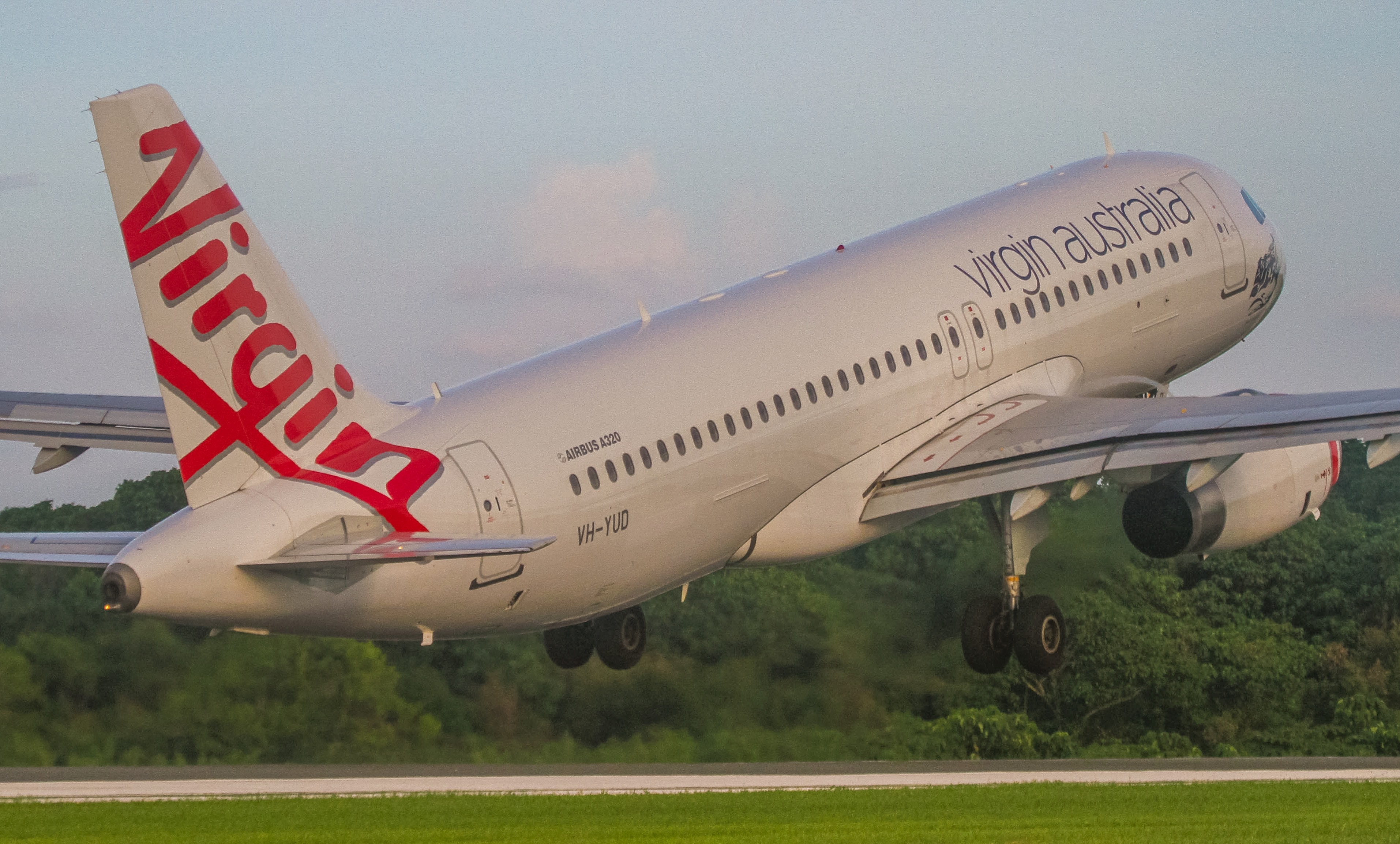
A ویرجین استرالیا رجیونال ایرلاینز خانواده ایرباس ای۳۲۰ takes off at Christmas Island Airport (2016)

| شرکت‌های هواپیمایی                | مقصدهای پروازی      |
| -------------------------------- | ------------------- |
| گارودا ایندونزیا                 | چارتر: سوئکارنو-هتا |
| مالیندو ایر                      | چارتر: کوالالامپور  |
| گروه تول                         | جزایر کوکوس، پرث    |
| ویرجین استرالیا رجیونال ایرلاینز | جزایر کوکوس، پرث    |